# 나탈리야 보치나
나탈리야 발레리예프나 보치나(러시아어: Наталья Валерьевна Бочина, 1962년 1월 4일 ~ )는 소련의 육상 선수로 주로 200m에서 활약하였으며, 레닌그라드의 다이나모에서 훈련하였다.
보치나는 상트페테르부르크에서 태어났다. 그녀가 1980년 모스크바 올림픽에 출전할 때 18세였다. 그러나, 그녀는 200m에서 22.19초의 시간으로 은메달을 얼마나 빨리 주장했는지를 세계에 증명했다.
보치나는 400m 계주에서 자신의 팀 동료 베라 코미소바, 류드밀라 마슬라코바, 베라 아니시모바와 함께 은메달을 땄다.

## 참조
- sports-reference[깨진 링크(과거 내용 찾기)]